# Altreich (Rumänien)

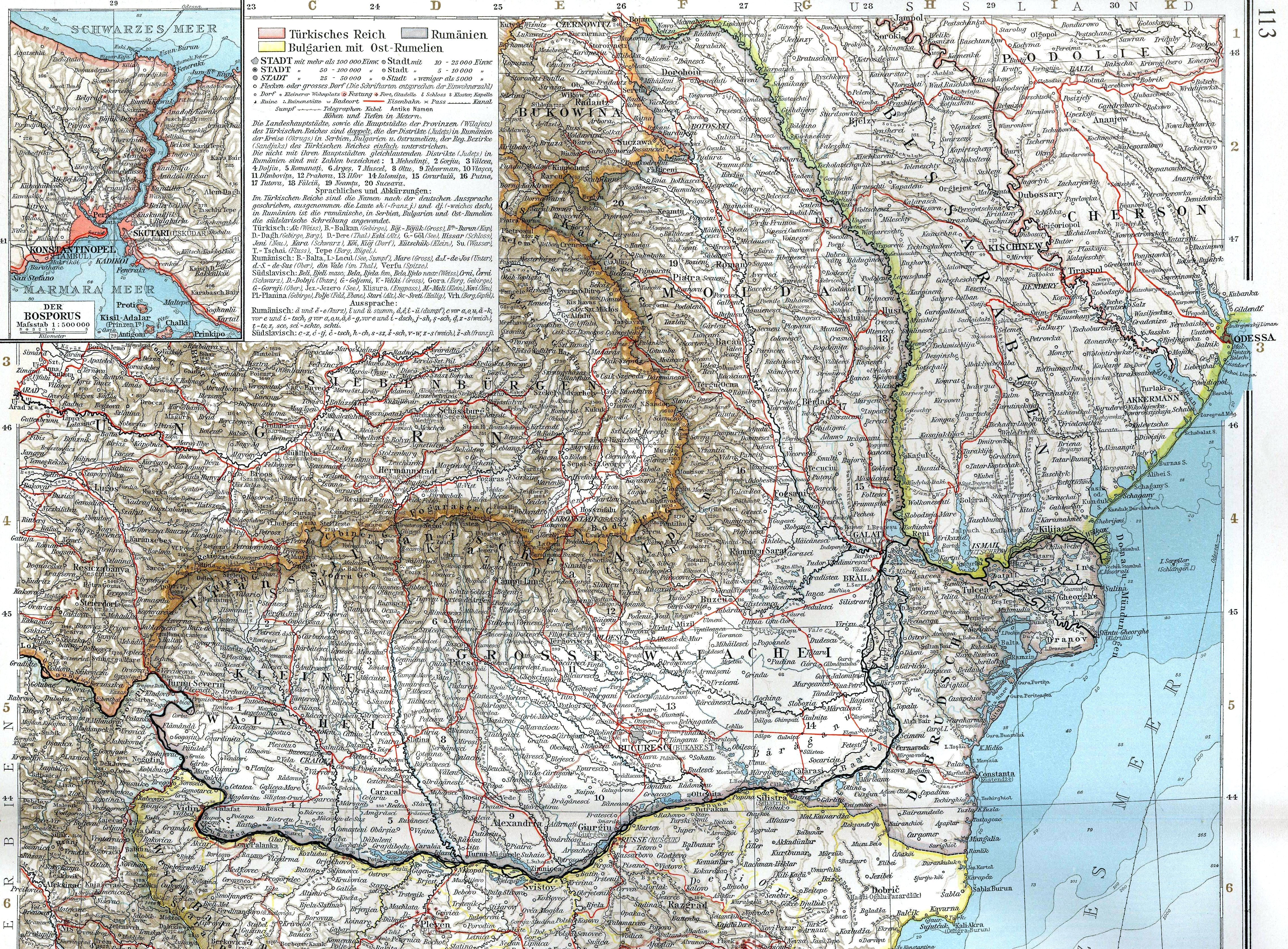
Karte Rumäniens (1878–1913)

Als Altreich oder Altrumänien (rumänisch Vechiul Regat, Regat oder Vechea Românie) wurde nach dem Ersten Weltkrieg jenes Gebiet Rumäniens bezeichnet, das schon vor dem Krieg zu diesem Staat gehört hatte. Unter König Carol I. wurde das Land im Jahr 1881 vom Fürstentum zum Königreich Rumänien umgewandelt.

## Geschichte
Der Regat bestand aus folgenden historischen Regionen: Moldau, Walachei und Dobrudscha (einschließlich der Schlangeninsel). Infolge des Zweiten Balkankrieges kam 1913 auch die Süddobrudscha hinzu.
Unter dem Nachfolger König Carols, seinem Neffen Ferdinand I., kam es im Jahr 1918 durch den Zusammenschluss mit Siebenbürgen, dem Banat und dem Kreischgebiet, der Bukowina und Bessarabien zur Bildung von Großrumänien. Am 1. Dezember wird dieses Ereignisses als Nationalfeiertag Rumäniens gedacht.